# Equisetum bogotense
Equisetum bogotense là một loài dương xỉ trong họ Equisetaceae. Loài này được Kunth mô tả khoa học đầu tiên năm 1815.

## Hình ảnh

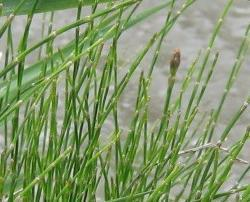
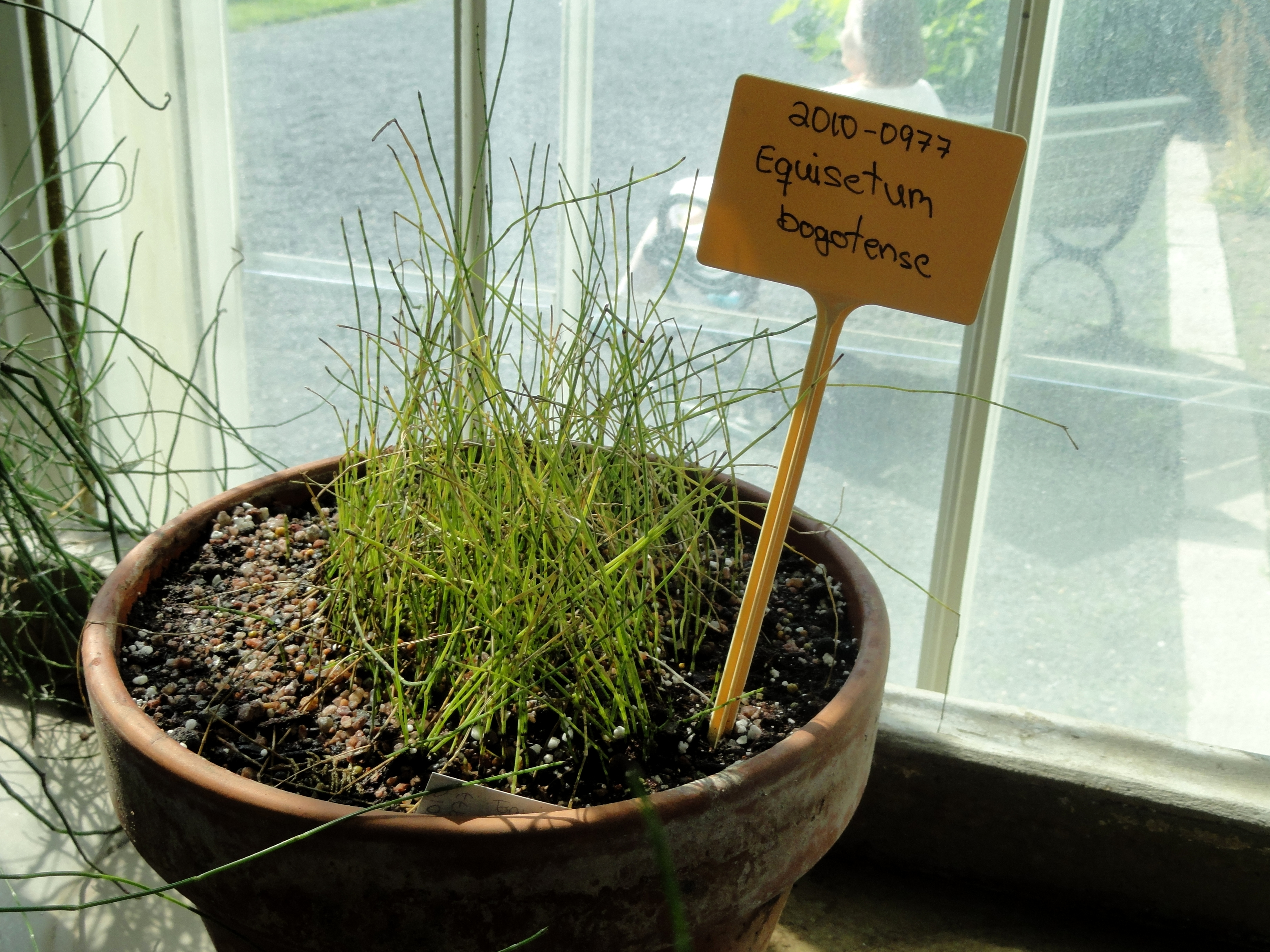
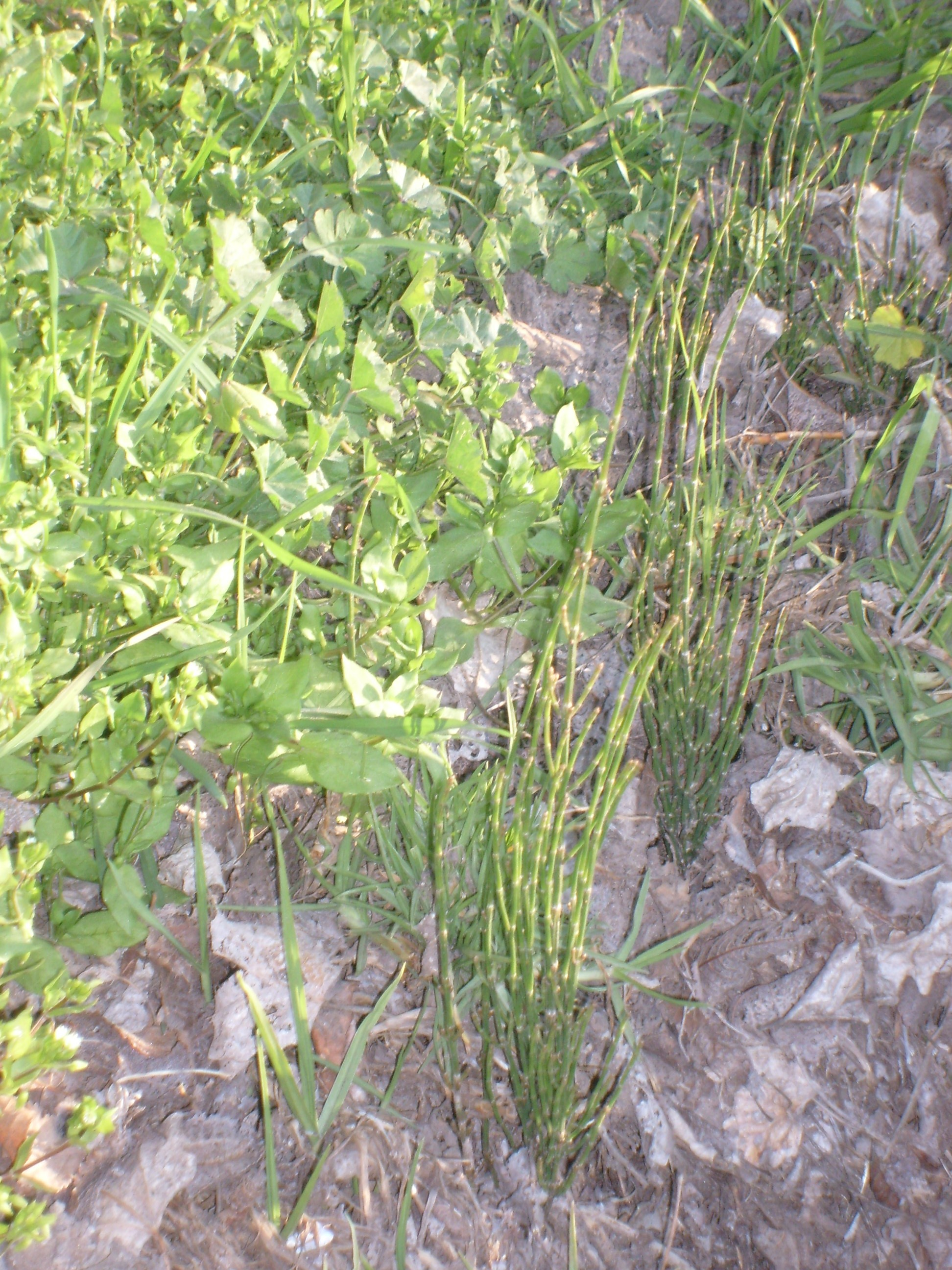
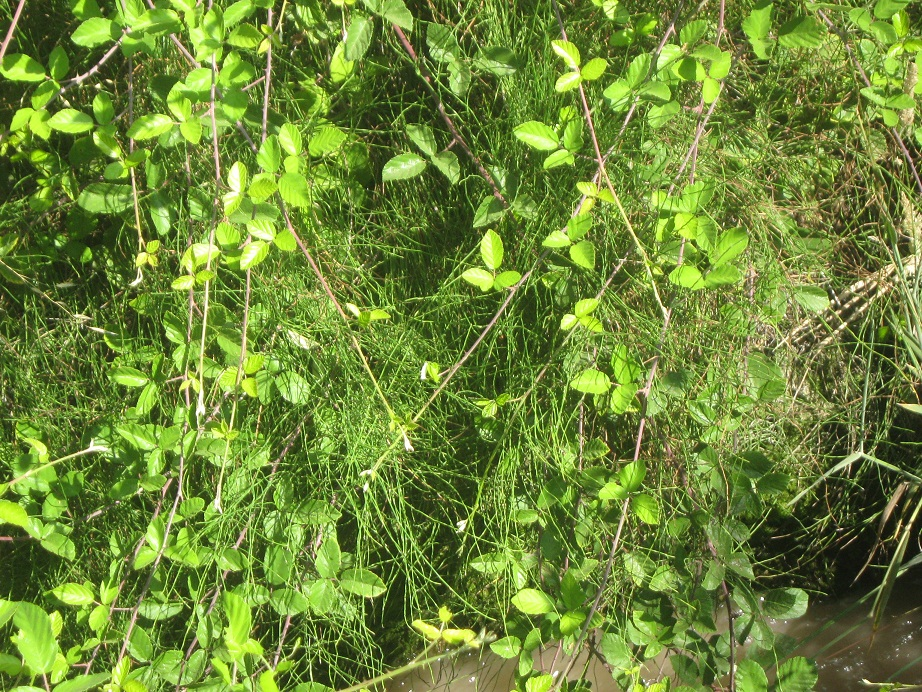